# Дзвінкий глотковий африкат
Дзвінкий глотковий африкат ([ʡ͡ʜ] у МФА) — рідкісний африкат, що існує в деяких людських мовах. Він починається як глотковий проривний [ʡ] та закінчується як дзвінкий глотковий дрижачий [ʢ]. Не знайдено жодної мови, де цей звук є фонемою.

## Особливості
- Спосіб творення — несибілянтний африкат.
- Місце творення — глоткове, тобто звук утворюється при зближенні кореня язика й задньої стінки глотки.
- Тип фонації — дзвінка, тобто голосові зв'язки вібрують від час вимови.
- Це ротовий приголосний, тобто повітря виходить крізь рот.

- Це центральний приголосний, тобто повітря проходить над центральною частиною язика, а не по боках.

- Механізм передачі повітря — егресивний легеневий, тобто під час артикуляції повітря виштовхується крізь голосовий тракт з легенів, а не з гортані, чи з рота.

## Поширення
| Мова        | Мова               | Слова | МФА     | Значення | Примітки                                                                         |
| ----------- | ------------------ | ----- | ------- | -------- | -------------------------------------------------------------------------------- |
| Хайда       | Діалект Гайдабурга | —     | —       |          | Може натомість бути проривним [ʡ] або глухим африкатом [ʡʜ].                     |
| Сомалійська | Сомалійська        | cad   | [ʡʢaʔ͡t] | 'білий'  | Вимовляється як [ʡʢ] лише коли 'c' на початку слова, інакше вимовляється як [ʡ]. |